# Ring of the Nibelungs
Ring of the Nibelungs is een televisiefilm uit 2004.
De film is niet, zoals sommigen denken, gebaseerd op de opera Der Ring des Nibelungen van Richard Wagner, maar op het Nibelungenlied, dat al ver voor de tijd van Wagner bestond. het Nibelungenlied is overigens ook weer gebaseerd op twee oude sagen.
Het verhaal speelt zich vlak na de tijd van de Romeinen af, ongeveer in het gebied rondom Xanten en in de Ardennen (en een klein deel in IJsland).
De film is ook bekend onder de titels Der Ring der Nibelungen, Curse of the Ring en Dark Kingdom: The Dragon King. Let op het verschil tussen de Duitse naam van de film en de opera: der is meervoud, des is enkelvoud.

## Verhaal
Op een nacht wordt het koninkrijk Xanten belegerd door de Saksen. Koning Siegmund, koningin Siegland en hun zoontje Siegfried moeten vluchten. Alvorens ze zelf sterven kunnen Siegmund en Siegland de jonge prins over een rivier laten ontsnappen. Hij wordt gevonden en vervolgens opgevoed door de afgezonderde smid Eyvind met de naam Eric (door de schok van de aanval is Siegfried zijn naam vergeten. Zodoende verzint Eyvind deze nieuwe naam).
Op een avond twaalf jaar later ontmoet Eric koningin Brunhild van IJsland bij de krater van een net ingeslagen meteoriet. Voordien had Brunhild van een waarzegster gehoord dat ze zou trouwen met de enige man ter wereld die haar in een gevecht kan verslaan. Eric verslaat haar en ze beleven een passionele nacht en worden smoorverliefd op elkaar. De volgende ochtend is Brunhild verdwenen met de helft van het metaal van de meteoriet.
Met de andere helft smeedt Eric een supersterk zwaard en Brunhild een supersterke speer. Via de handel van Eyvind komt hij later in contact met de koning van Bourgondië. Als die op expeditie gaat om een rondwarende draak, Fafnir, te doden raakt hij zelf zwaargewond. Eric gaat naar de grot van de draak en kan het dier dankzij de sterkte van zijn zwaard doden. Dan dompelt hij zich onder in het bloed van de draak waardoor hij onkwetsbaar wordt. Een eikenblad dat, net voor het bloed hem raakt, op zijn rug valt, bedekt echter een plek die na dit letterlijke bloedbad de enige zwakke plek op het hele lichaam is.
Daarna vindt hij dieper in de grot een enorme goudschat die toebehoort aan de Nibelungen. Nibelunggeesten waarschuwen hem voor een vloek die erop zit. Eric neemt toch de Nibelungring mee, die het kroonjuweel van de schat is en wereldheerschappij inhoudt. Later brengt hij de schat over naar het kasteel van koning Gunther van Bourgondië. Buiten de grot raakt hij in gevecht met Alberich, de vader van Hagen, die weer dienaar is van koning Günther. Alberich is uit op de schat. Van hem neemt Siegfried de Tarnhelm af. Dit is een helm waarmee men elke gewenste gedaante kan aannemen zolang men het ding ophoudt.
Door zijn heldendaden met de draak en de schat roept koning Gunther Eric uit tot held van het koninkrijk. Kriemhild, de zus van de koning, gaat van hem houden maar Erics hart is nog steeds van Brunhild die in IJsland op hem wacht. Kriemhild dient hem via Hagen een toverdrank van Alberich toe waardoor hij op haar verliefd wordt en Brunhild vergeet. Hij geeft haar vervolgens uit liefde de Nibelungring.
Nu Gunthers koninkrijk een enorme schat bezit vallen de Saksen het binnen. Eric ontdekt wie hij werkelijk is, de koning van Xanten, en doodt de tweelingkoningen van Saksen, die zijn ouders vermoordden, in een gevecht. Eric wil met zijn schat naar Xanten verhuizen maar Gunther wil de schat houden. Daarvoor wil hij de twee koninkrijken verbinden door hem met zijn zus te laten trouwen. Aan Siegfried vraagt hij in ruil te helpen om zijn eigen geliefde voor zich te winnen, Brunhild.
Ze reizen naar IJsland waar Brunhild gechoqueerd is als Siegfried haar niet herkent. Een tweegevecht moet uitmaken of ze met Gunther wil trouwen maar met de hulp van zijn masker neemt Siegfried diens plaats in en wint. Dan reizen ze terug en Gunther trouwt met Brunhild en Siegfried met Kriemhild. Het eerste is echter een slecht huwelijk omdat Brunhild nog steeds van Siegfried houdt. Ze stelt Gunther voor de keuze: ofwel doodt hij Siegfried ofwel pleegt zij zelfmoord.
Hagen vermoordt Siegfried terwijl ze op jachtuitstap zijn. Intussen vertelt Brunhild aan Kriemhild hoeveel ze van Siegfried houdt en uit berouw biecht die laatste alles op. Als het jachtgezelschap terugkomt met de overleden Siegfried komt alles uit. Kriemhild wil de Nibelungring niet meer en Gunther en Hagen vechten erom. Daarbij wordt koning Gunther gedood waarna Hagen op zijn beurt gedood wordt door Brunhild.
Ten slotte wordt Siegfried op traditionele wijze naar het hiernamaals gestuurd. Zijn lichaam wordt op een klein Vikingschip afgedreven en vervolgens met pijlen in brand geschoten. Dan springt Brunhild van de kant op het schip, plant een zwaard in haar buik en valt bovenop Siegfried. Met de boot zinken ze in de Rijn.

## Rolbezetting
| Acteur              | Personage        | Opmerkingen                              |
| ------------------- | ---------------- | ---------------------------------------- |
| Benno Fürmann       | Eric / Siegfried |                                          |
| Alicia Witt         | Kriemhild        | zus van de koning van Bourgondië         |
| Kristanna Loken     | Brunhild         | Duits Brünnhilde, koningin van IJsland   |
| Max von Sydow       | Eyvind           | stiefvader van Eric / Siegfried          |
| Julian Sands        | Hagen            | ridder                                   |
| Samuel West         | Gunther          | koning van Bourgondië                    |
| Robert Pattinson    | Giselher         | broer van de koning van Bourgondië       |
| Mavie Hörbiger      | Lena             | vriendin van Kriemhild                   |
| Aletta Bezuidenhout | Hallbera         |                                          |
| Sean Higgs          | Alberich         | vader van Hagen en verstoten Nibelung    |
| Götz Otto           | Thorkwin         | koning van Saksen                        |
| Ralf Möller         | Thorkilt         | koning van Saksen                        |
| Tamsin MacCarthy    | Siegland         | Duits Sieglinde, koningin van Xanten     |
| Leonard Moss        | Siegmund         | koning van Xanten                        |
| Ryan Slabbert       | Siegfried        | driejarige Siegfried en prins van Xanten |